# Oudezijde

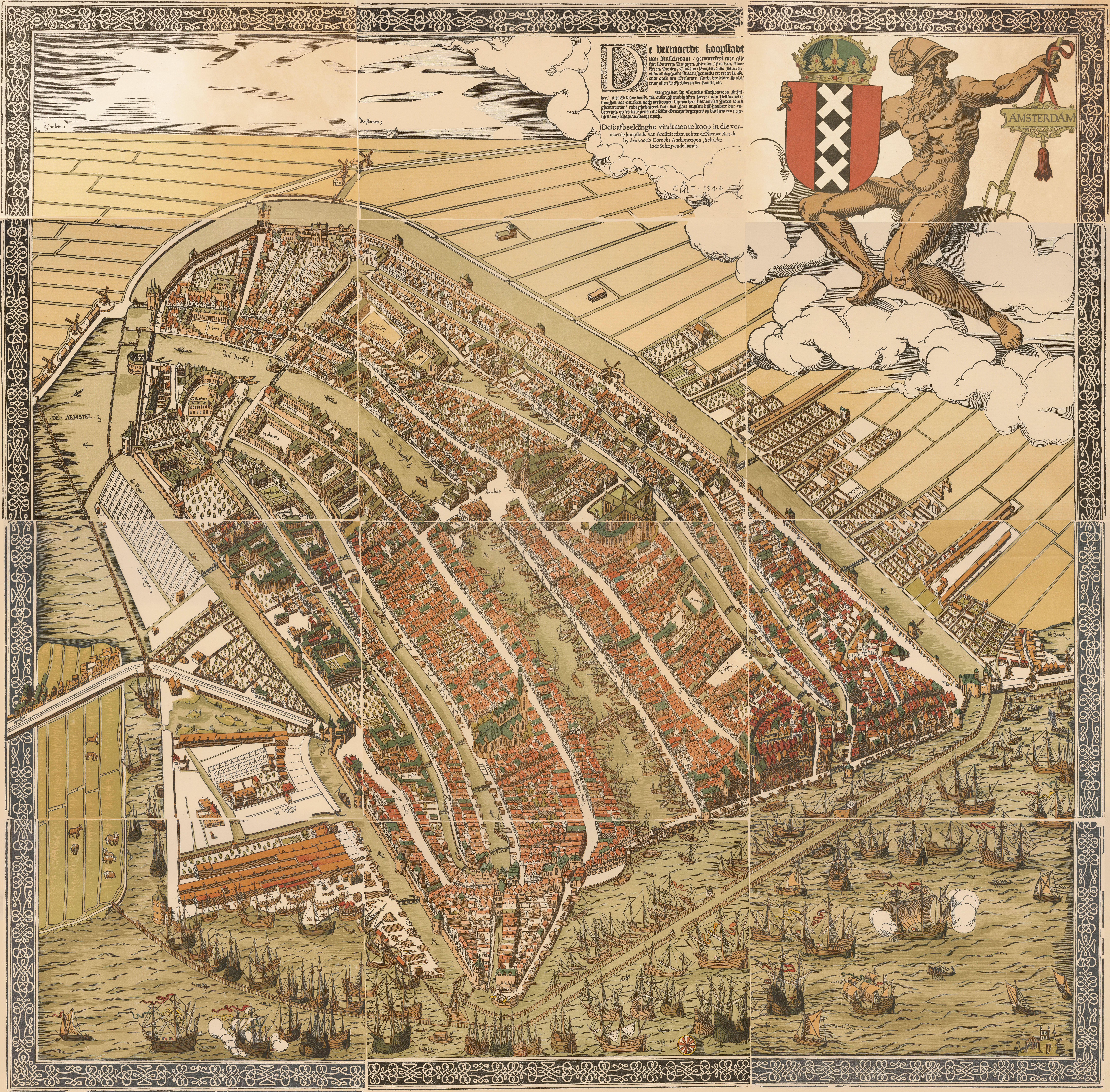
Vue de l'hypercentre (binnenstad) d'Amsterdam. Le Oudezijde est la partie de la ville située à l'est de l'Amstel (ici à gauche).

Oudezijde  (« Vieux côté » en néerlandais) était le nom de l'une des deux parties de la ville médiévale d'Amsterdam, située à l'est de l'Amstel, et du côté de la Oude Kerk (la « Vieille église »). Ce quartier est aujourd'hui situé dans l'hypercentre (binnenstad) de l'arrondissement de Centrum, et délimité par le Damrak, le Dam, le Rokin, l'Amstel, le Kloveniersburgwal, Nieuwmarkt, le Geldersekade et enfin le Prins Hendrikkade. Par opposition, la « Nouvelle ville » (Nieuwezijde) est située de l'autre côté de l'Amstel, là où se trouve la Nieuwe Kerk (la « Nouvelle église »).
Les principales rues du quartier sont Warmoesstraat et le Nes, qui constituaient initialement les digues est construites le long de l'Amstel. Plus au nord se trouve Zeedijk, qui était à l'origine une digue sur l'IJ. Les principaux canaux du quartier sont le Oudezijds Voorburgwal et le Oudezijds Achterburgwal. Ils constituent le pendant du Nieuwezijds Voorburgwal et du Nieuwezijds Achterburgwal situés dans la nouvelle ville, mais qui furent rebouchés au XIXe siècle. La liaison avec l'IJ au nord se faisait au niveau du Oudezijds Kolk.
Oudezijde fut construite au Moyen Âge, entre le XIIIe siècle et le XVe siècle. La principale construction de l'époque fut la Oude Kerk, dont les travaux débutèrent vers 1300. Jusqu'à la Réformation en 1578, le quartier était également connu pour accueillir de nombreux couvents.